# Puente de Bir-Hakeim
El puente de Bir-Hakeim (del francés: pont de Bir-Hakeim), antes llamado puente de Passy (pont de Passy) es un puente parisino sobre el río Sena situado entre el XV Distrito y el XVI Distrito de la ciudad. Fue declarado monumento histórico el 10 de julio de 1986.

## Historia
La primera versión del puente, una pasarela metálica de uso peatonal llamada pasarela de Passy fue construida para la exposición universal de 1878. En 1905 fue reconstruida, ya como puente, bajo la dirección de Louis Biette por la empresa Daydé & Pillé. La decoración fue obra de Camille-Jean Formigé.
En 1948 fue rebautizado con el nombre actual en recuerdo de la batalla de Bir Hakeim. 
En los años 1970 el puente fue objetivo terrorista del Ejército Secreto Armenio para la Liberación de Armenia dada la cercanía de la construcción con la embajada de Turquía en París.

## Descripción
El puente se compone de dos pisos: uno para los peatones y el tráfico rodado y otro, situado por encima de este por donde circula la línea 6 del metro. El viaducto ferroviario es sujetado esencialmente por columnas metálicas.
Unas escaleras situadas en la mitad del puente permiten acceder a la Île aux Cygnes, una pequeña isla artificial situada en el Sena. 
Toda la estructura está decorada con numerosas placas conmemorativas, varias de ellas hacen referencias a los soldados muertos en África durante la Segunda Guerra Mundial. Además cuatro estatuas de piedra se encuentran en el arco central del viaducto. Representan la ciencia, el trabajo, la electricidad y el comercio y fueron obra de Jules Coutan (las dos primeras) y Jean-Antoine Injalbert (las dos últimas). A estas se une otra estatua de Wederkinch,  regalo de la colonia danesa en París en 1930. La decoración del puente se completa con las estatuas que se pueden observar en los pilares del puente y cuyo autor fue Gustave Michel.

## El puente en el arte
El puente ha servido de localización en películas como: Peur sur la ville (con Jean-Paul Belmondo), El último tango en París, National Treasure: Book of Secrets e Inception de Christopher Nolan. Ayumi Hamasaki rodó parte del videoclip del tema «Mirrocle world» usando el puente como decorado. También aparece en diversos fragmento del vídeo de la canción «Come back to me» de Janet Jackson.

## Galería de imágenes

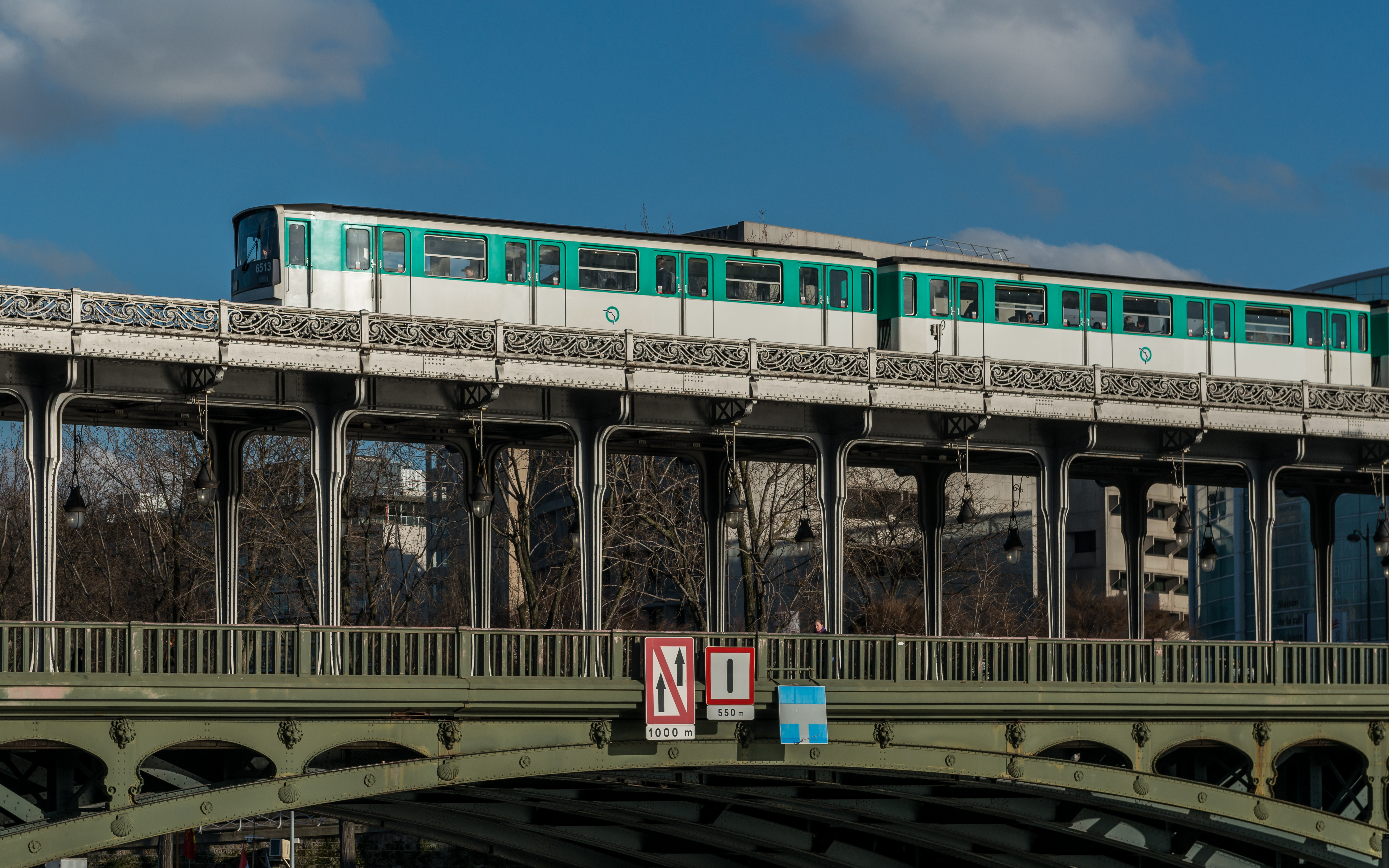
Un tren de la línea 6 cruza el puente de Bir-Hakeim.
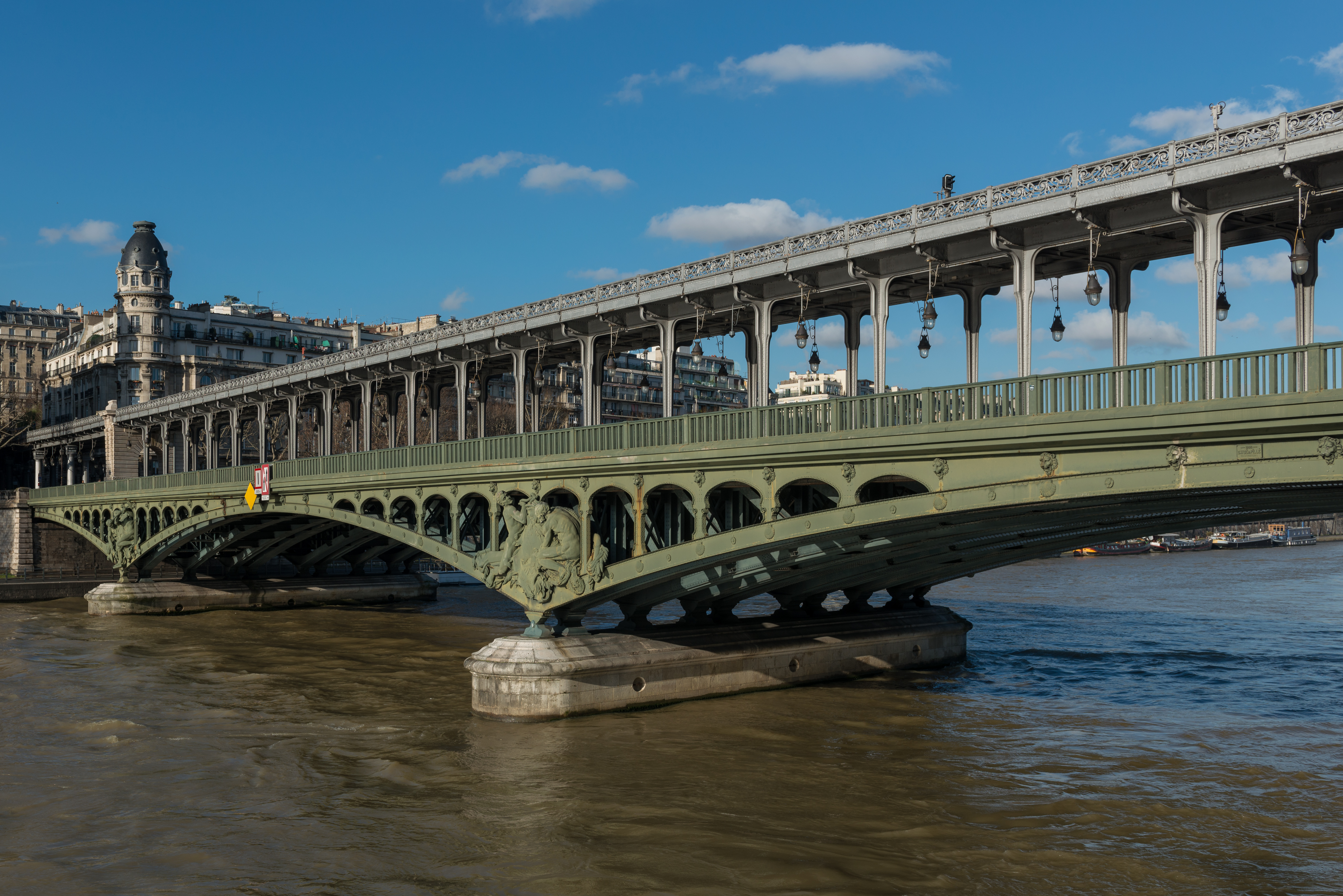
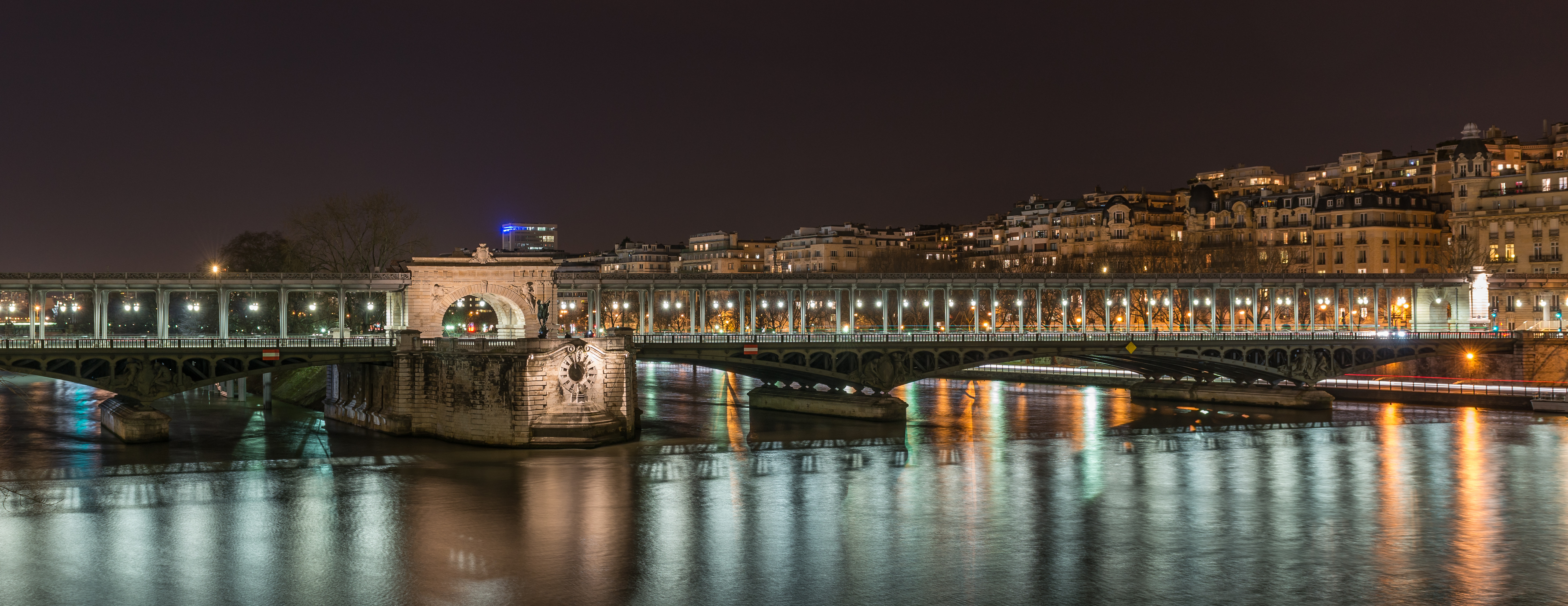
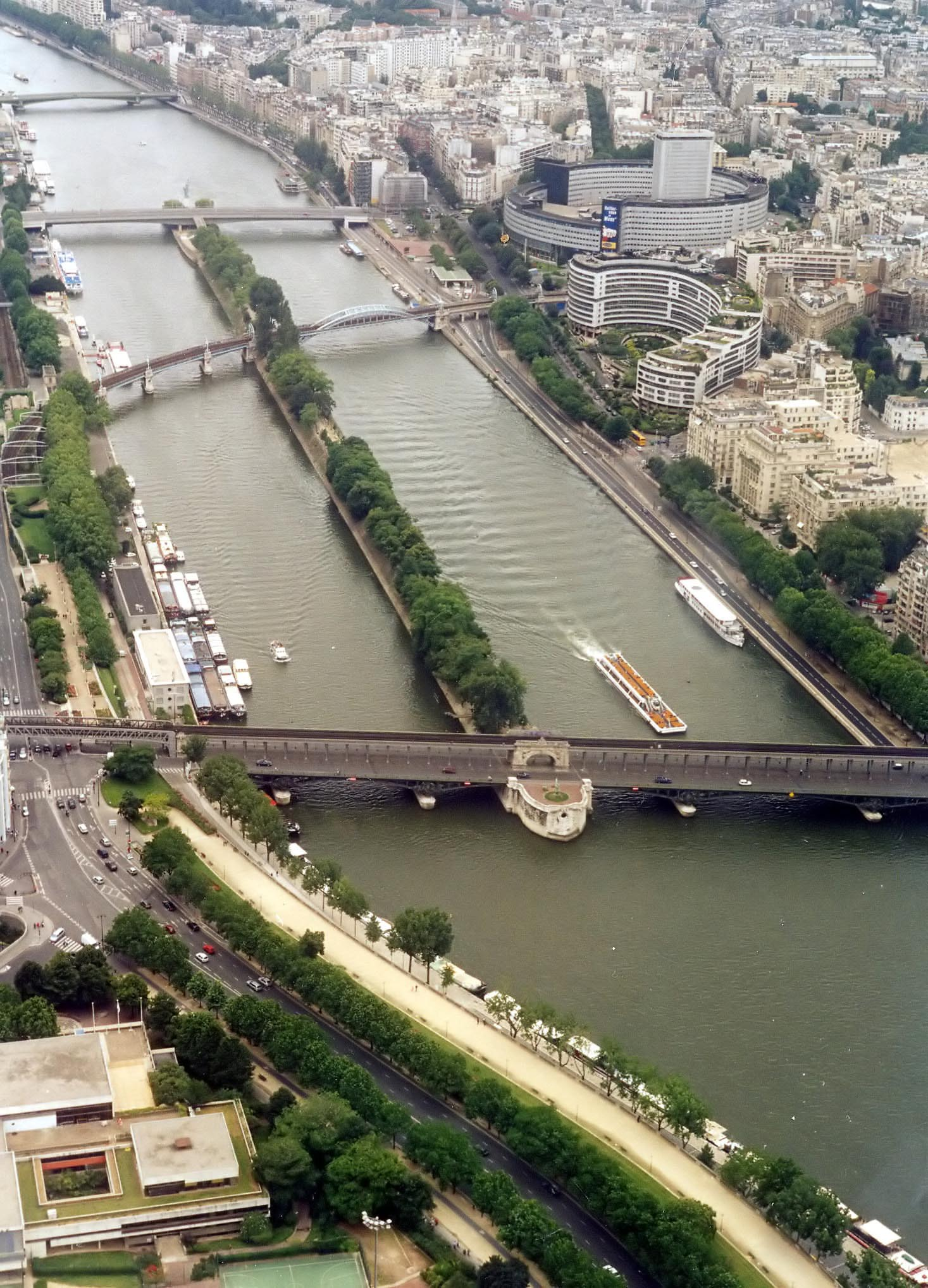
El puente y la isla de los Cisnes(Île aux Cygnes) desde la torre Eiffel.